# Ungheni (Iași)
Ungheni (anomenada Bosia fins al 1996) és una comuna al comtat de Iași, a l'oest de Moldàvia, Romania, que forma part de l'àrea metropolitana de Iași. Està compost per quatre pobles: Bosia (el centre de la comuna), Coada Stâncii, Mânzătești i Ungheni.
Hi ha un pont que travessa el Prut i un punt de control fronterer cap a Moldàvia. Hi ha una altra ciutat fronterera amb el mateix nom a la República de Moldàvia (Ungheni), a l’altra banda del riu Prut.
Segons el cens del 2011, la població de la comuna Ungheni ascendeix a 4.173 habitants, augmentant en comparació amb el cens anterior del 2002, quan es van registrar 3.989 habitants. La majoria dels habitants són romanesos (95,64%). Per al 4,31% de la població, es desconeix l’ètnia. Des del punt de vista confessional, la majoria dels habitants són ortodoxos (95,18%). Per al 4,31% de la població, no es coneix l’afiliació confessional.